# Рокки VI
Рокки VI — девятиминутная черно-белая короткая пародия на Рокки 4 1986 года, снятая режиссёром Аки Каурисмяки. В фильме играют Антти Юхани «Силу» Сеппаля (Leningrad Cowboys) в роли Рокки Бальбоа и Сакари Куосманен в роли Игоря — его советского противника. В фильме два боксёра сражаются в спортивном зале Тёёлё в Хельсинки. Гораздо более массивный Игорь быстро нокаутирует Рокки и выигрывает матч.
Рокки VI демонстрируется на многих кинофестивалях. В 2004 году фильм был показан в Finále Plzeň в Чехии и в Xèntric в Центре современной культуры Барселоны в Испании. В 2007 году фильм был показан на кинофестивале в Тампере в рамках ретроспективы Каурисмяки.
В названии буква VI фактически представляет не номер шесть, а IV наоборот, Rocky IV, так как именно этот фильм пародируется.

## Линки
- «Рокки VI» (англ.) на сайте Internet Movie Database